# NGC 4356
NGC 4356 is een spiraalvormig sterrenstelsel in het sterrenbeeld Maagd. Het hemelobject werd op 28 december 1785 ontdekt door de Duits-Britse astronoom William Herschel.

## Synoniemen
- IC 3273
- ZWG 70.48
- UGC 7482
- VCC 713
- MCG 2-32-26
- FGC 1427
- IRAS 12217+0848
- PGC 40342